# Жельонка (Воломински окръг)
Жельо̀нка (на полски: Zielonka) е град в Източна Полша, Мазовско войводство, Воломински окръг. Административно е обособен в самостоятелна градска община с площ 79,48 км2. Към 2012 година населението му възлиза на 17 436 души. Част е от Варшавската агломерация.